# Guyanas damlandslag i fotboll
Guyanas damlandslag i fotboll representerar Guyana i fotboll på damsidan. Dess förbund är Guyana Football Federation (Guyanas fotbollsförbund).